# Westerly (condado de Washington)
Westerly es un lugar designado por el censo ubicado en el condado de Washington en el estado estadounidense de Rhode Island. 
En el año 2000 tenía una población de 17 682 habitantes y una densidad de población de 414,1 personas/km². Westerly se encuentra ubicado en el pueblo más grande de Westerly.

## Geografía
Westerly se encuentra ubicado en las coordenadas 41°22′29″N 71°49′7″O / 41.37472, -71.81861. Según la Oficina del Censo, la ciudad tiene un área total de 42,7 km² (16,5 mi²), de la cual 41,4 km² (16,0 mi²) es tierra y 1,3 km² (0,5 mi²) (3,15%) es agua.

## Demografía
Según la Oficina del Censo en 2000 los ingresos medios por hogar en la localidad eran de $42 860, y los ingresos medios por familia eran $53 130. Los hombres tenían unos ingresos medios de $37 213 frente a los $26,096 para las mujeres. La renta per cápita para la localidad era de $23 180. Alrededor del 6,8% de la población estaban por debajo del umbral de pobreza.